# Jacob Mossel

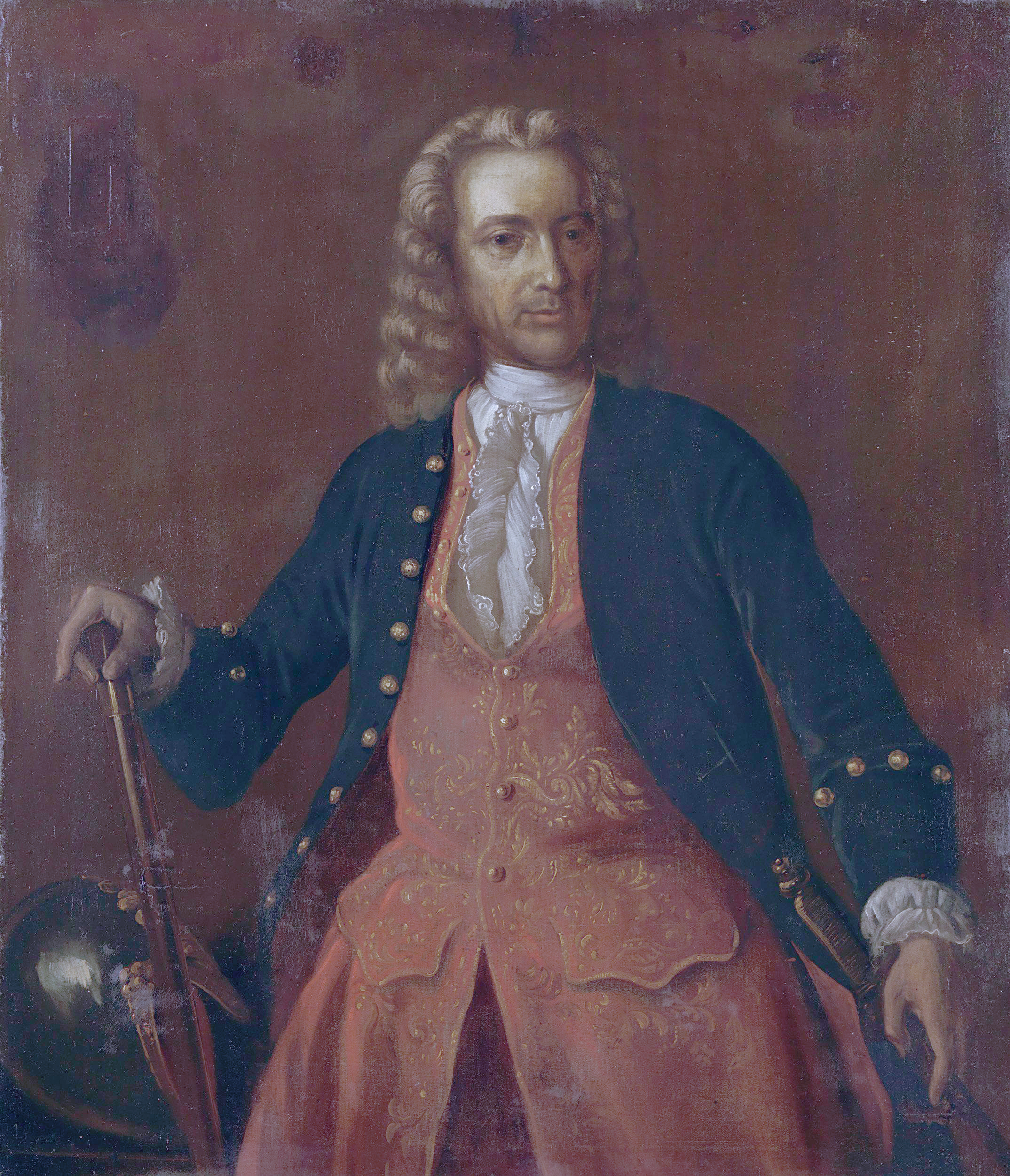
Jacob Mossel

Jacob Mossel (Enkhuizen, 28 de Novembro de 1704 — Batavia, 15 de Maio de 1761) foi um marinheiro e mercador que exerceu o cargo de Governador-Geral das Índias Orientais Neerlandesas de 1750 a 1761. Durante o seu mandato foi celebrado o Tratado de Paravicini que levou à delimitação entre as possessões portuguesas e neerlandesas em Timor e posteriormente à formação do Estado de Timor-Leste.

## Biografia
Filho de Pieter Jacobsz e de Geertruyde Leydecker, era originário de uma família nobre de Enkhuizen. Aos 15 anos de idade, em 8 de Março de 1820, partiu para as Índias como marinheiro de um filibote (em holandês fluyt), um tipo de veleiro originalmente desenhado como navio de carga general que ao tempo era muito utilizado pela Companhia Neerlandesa das Índias Orientais (VOC). O navio, o De Haringtuyn, chegou em 24 de Setembro de 1820 a Batávia, na ilha de Java, tendo Jacob Mossel ingressado aí ao serviço da VOC.
As suas origens nobres permitiram-lhe obter em 1721, por influência de Dirk van Cloon, um lugar privilegiado em Nagapattinam, na Costa de Coromandel, ao tempo uma possessão neerlandesa. Aí manteve-se ao serviço da Companhia, ascendendo na administração colonial até atingir em 1738 o cargo de governador e director (gouverneur en directeur) dos estabelecimentos da VOC na Costa de Coromandel. Como parte da sua ascensão social, em 30 de Março de 1730 casara com Adriana Appels, então com 14 anos, uma enteada de Adriaan van Pla, ao tempo governador de Coromandel.
Em 1740 obteve o título de conselheiro extraordinário do Conselho das Índias (o Raad van Indië) e em 1742 mudou-se para Batavia. Em 1743 foi nomeado conselheiro efectivo, isto é membro efectivo do Conselho das Índias, passando a ser um dos membros mais influentes da colónia.  Em 1747 aceitou o cargo de director-geral (directeur-generaal, o segundo posto mais importante na administração das Índias Orientais Neerlandesas) e, após a morte em 1750 de Gustaaf Willem van Imhoff, foi eleito pelo Conselho das Índias para o cargo de governador-geral das Índias Orientais Neerlandesas (gouverneur-generaal). Manteve-se no cargo até aos seu falecimento em 1761.
Entretanto, Jacob Mossel era, desde a criação da sociedade em 1745, director da Sociedade do Ópio (Amfioen Societeit), uma sociedade por quotas cujos accionistas eram na sua maioria funcionários públicos e à qual a VOC concedera o monopólio da comercialização a retalho do ópio exportado das suas possessões em Bengala.
Jacob Mossel governou as Índias Orientais Neerlandesas durante um período difícil, marcado pela constante deterioração das operações da Companhia Neerlandesa das Índias Orientais, ao tempo fortemente afectada pela crescente rivalidade da Companhia Britânica das Índias Orientais, cada vez mais agressiva e poderosa em torno do sub-continente indiano. Foi obrigado a impor um plano de austeridade destinado a recuperar as finanças da VOC, fortemente afectada pelas constantes lutas com os britânicos e portugueses e pela queda dos lucros comerciais. Nesse contexto foi obrigado a cessar as operações militares em Banten, reconhecendo que o seu antecessor tinha tratado mal as coisas e desistindo do domínio sobre a região. Na campanha pela manutenção de Bengala, Mossel foi derrotado pelos britânicos, vendo-se obrigado a retirar e abandonar o lucrativo comercio daquela região para a Companhia Britânica das Índias Orientais.
Na economia interna da colónia, Mossel era defensor de uma política de liberalização do monopólio da VOC que permitisse aos empreendedores privados negociar autonomamente no território das Índias Orientais, assumindo os negócios de pequena escala nos quais a VOC não pudesse obter lucro que justificasse a sua intervenção. Em resultado dessa liberalização, Batavia atravessou um período de rápido crescimento económico, embora pouco depois os regulamentos fiscais que Mossel promulgara fossem revogados pelos seus sucessores, anulando essa expansão do comércio privado.
Ao tempo, a VOC estava assolada pela corrupção, vítima dos interesses privados contraditórios dos seus principais dirigentes. Jacob Mossel também se viu envolvido neste processo, sendo claro que a sua grande fortuna não poderia ter sido, em qualquer caso, obtida apenas pelo seu salário oficial. As iniciativas que ostensivamente tomou contra a corrupção não foram, obviamente, muito eficazes. Entre elas, com o objectivo de conter manifestações públicas exageradas de riqueza, em 1754, aprovou um regulamente contra a pompa e esplendor ("Reglement ter beteugeling van Pracht en Praal"), no qual tentava estabelecer exactamente as formas pelas quais um oficial da VOC poderia exibir riqueza. Os detalhes iam do número de casas de botões da vestes até ao tamanho das casas em que poderiam habitar. Contudo, os regulamentos não se aplicavam ao próprio, como o provaram a magnificente festa que organizou por ocasião do casamento de sua filha. Em forte contraste com o regulamento que promulgara, quando faleceu em Batávia, em consequência de uma doença debilitante, foi-lhe dado um funeral magnífico, que ficaria memorável pela sua pompa e ostentação.

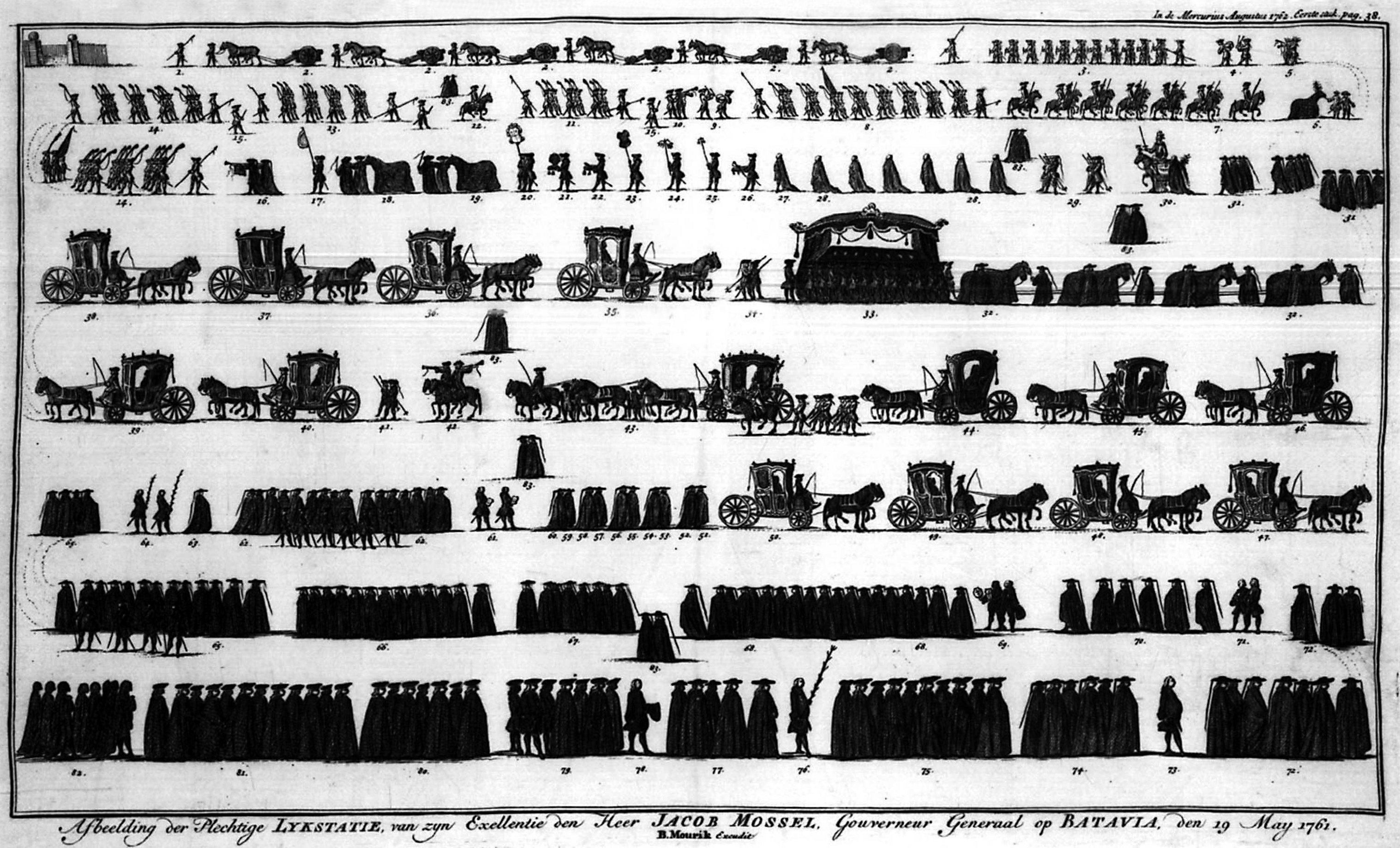
Cortejo fúnebre do governador-geral Jacob Mossel (1761).